# Xylophanes media
Xylophanes media är en fjärilsart som beskrevs av Rothschild och Jordan 1903. Xylophanes media ingår i släktet Xylophanes och familjen svärmare. Inga underarter finns listade i Catalogue of Life.

## Beskrivning

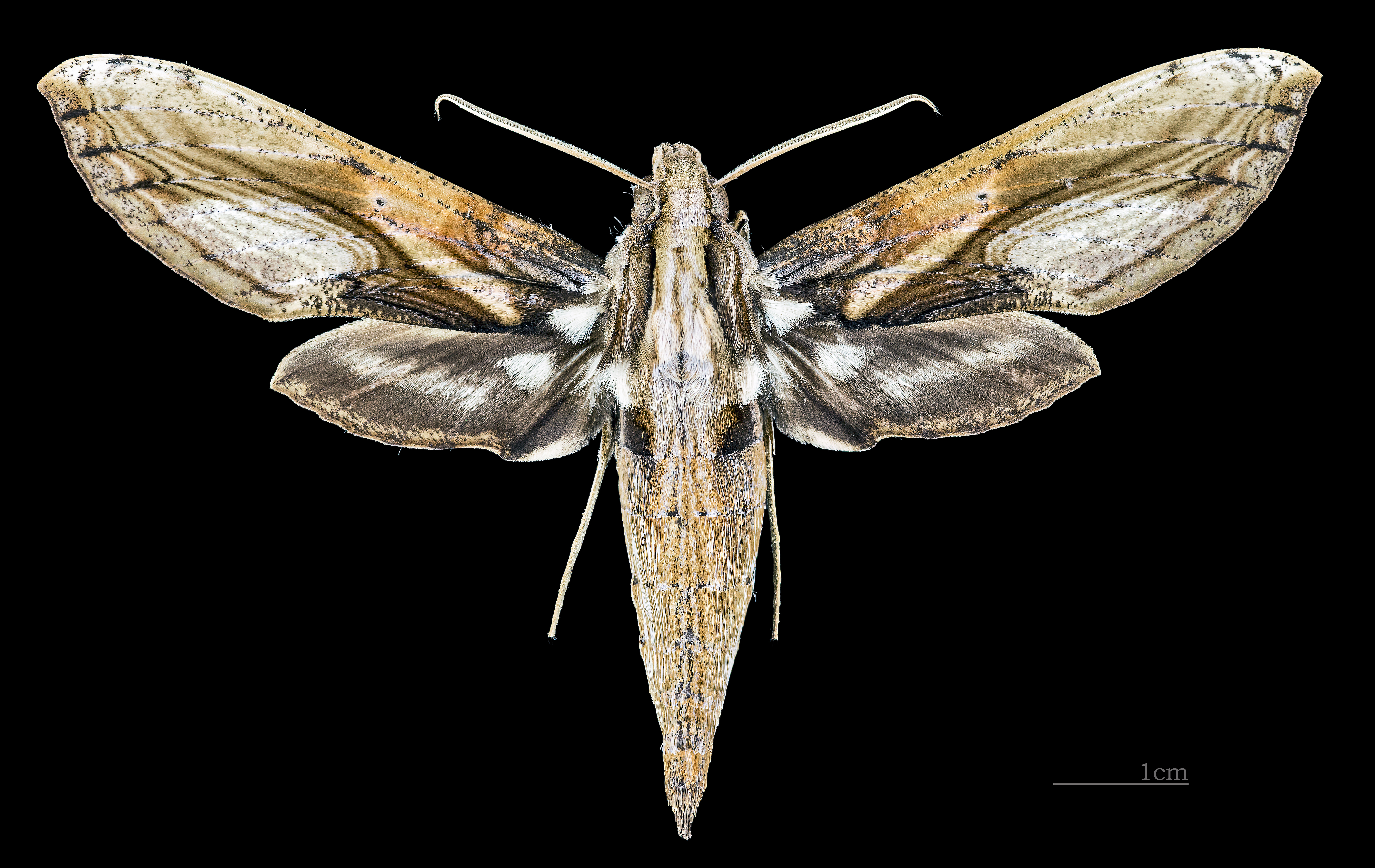
♂
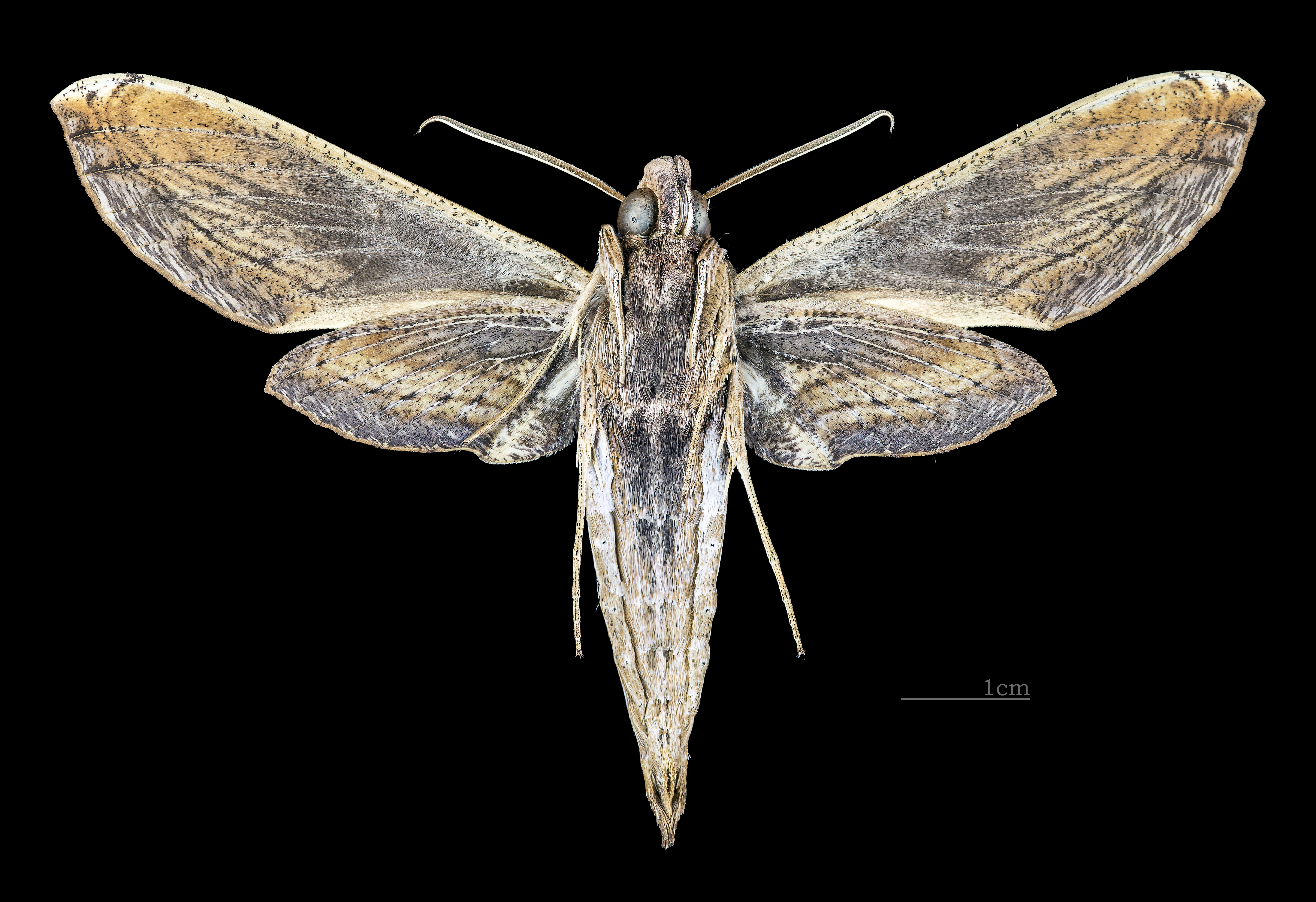
♂ △
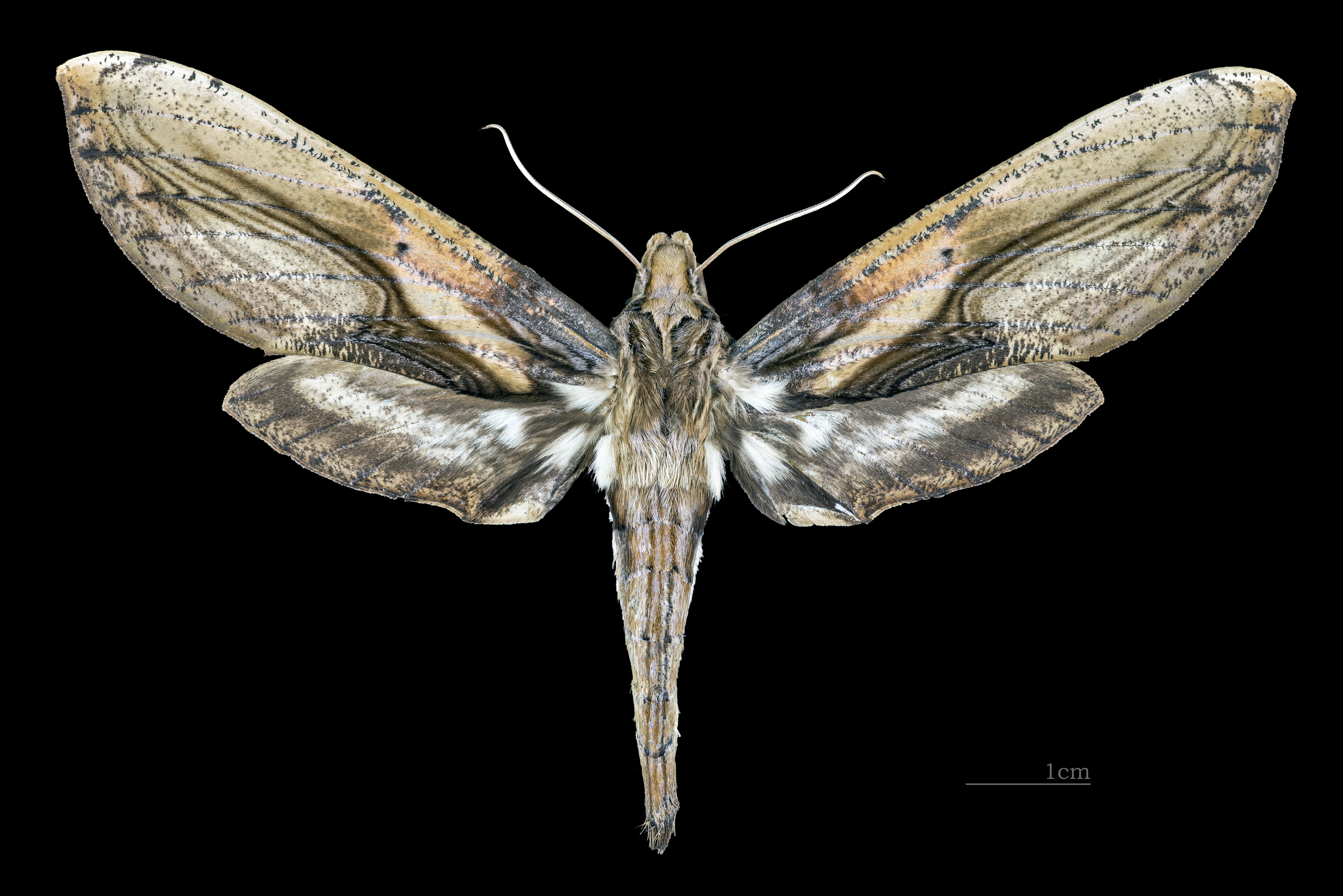
♀
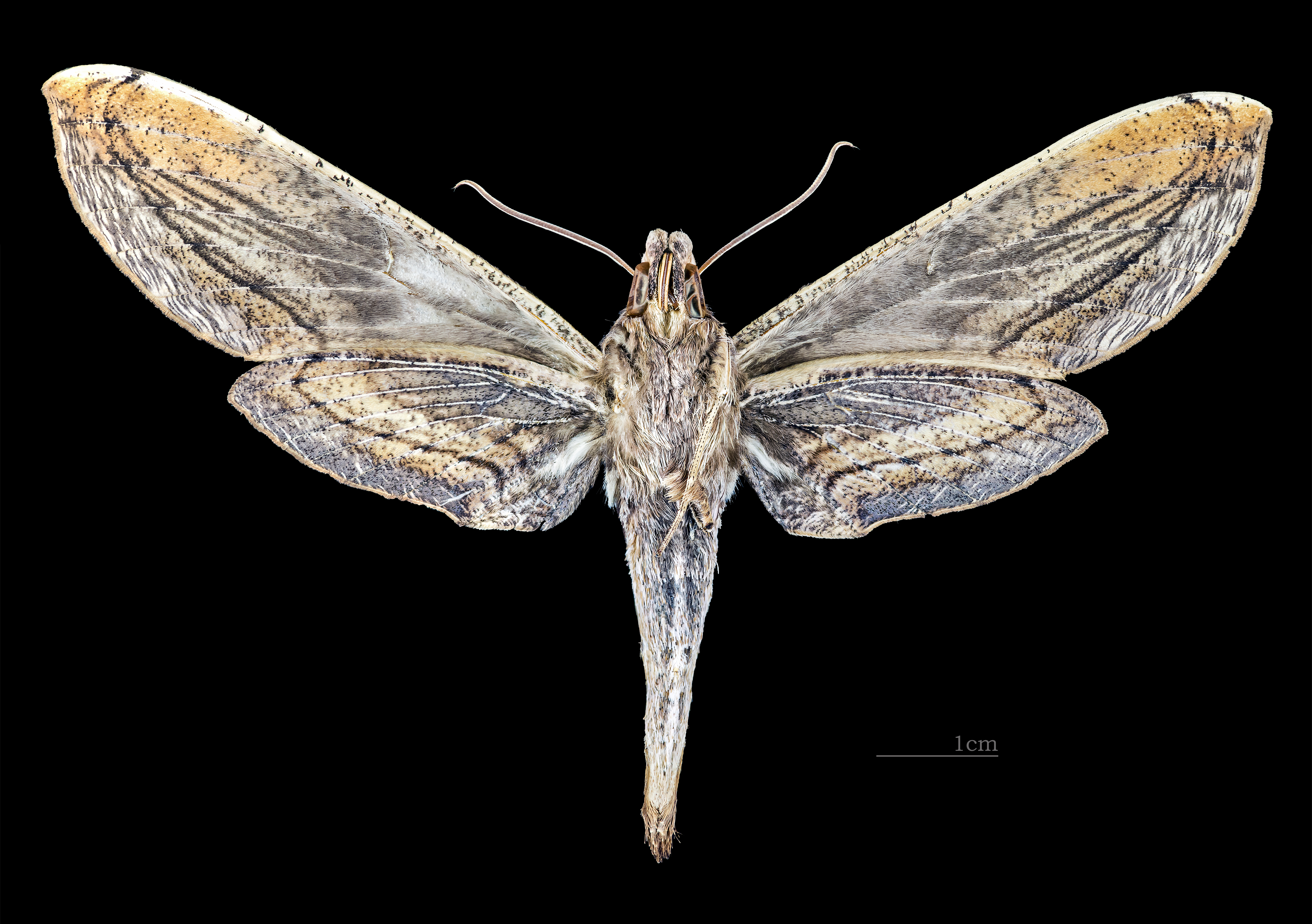
♀ △